# Associació Universal d'Esperanto

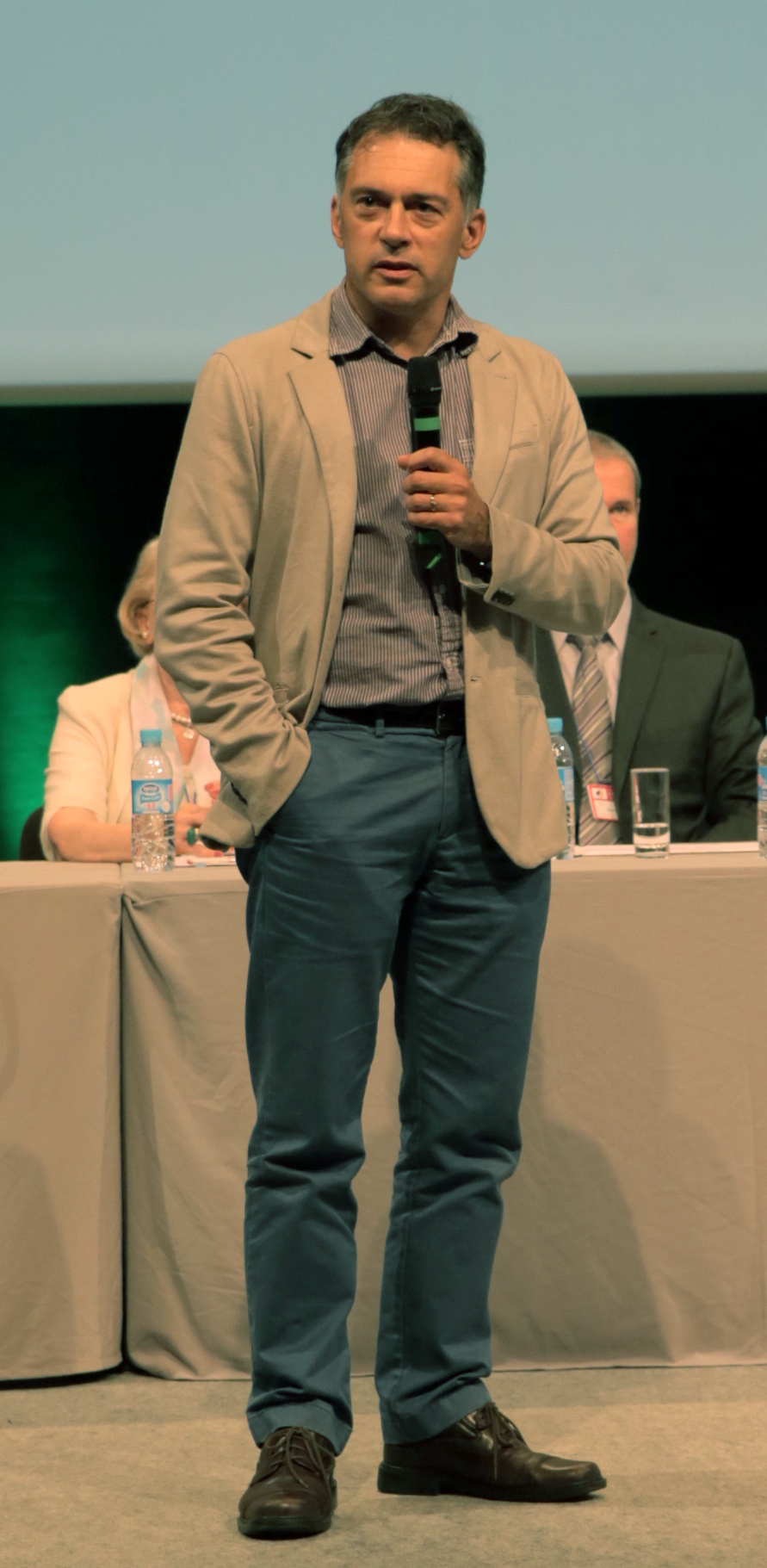
Mark Fettes

L'Associació Universal d'Esperanto (esperanto: Universala Esperanto-Asocio, UEA) és l'organització internacional més gran de parlants d'esperanto, amb 5.288 membres en 120 països (segons dades de 2010) i amb relació oficial amb l'ONU i la UNESCO. També en són membres 67 associacions nacionals d'esperanto, amb uns 12.000 membres en total. El primer president de l'UEA va ser Harold Bolingbroke Mudie i l'actual president n'és Mark Fettes.

## Estructura
L'UEA té membres individuals registrats al centre de Rotterdam, Països Baixos, i membres adherits, que són els membres de les associacions nacionals adherides.
L'òrgan de decisió més alt és el Komitato (Comitè) de l'UEA, que elegeix la Direcció. Al Comitè s'entra per tres vies diferents:
- Membre de Comitè A: com a representant electe d'una associació nacional adherida o d'una associació especialitzad (aquest grup és el més gran);
- Membre de Comitè B: com a representant electe dels membres individuals;
- Membres de Comitè C: els antics membres de comitè A i de comitè B tenen el dret de seleccionar un cert nombre d'altres membres de comitè.

## Oficines
L'UEA té l'Oficina Central a Rotterdam. Aquí també està ubicada oficialment la secció juvenil TEJO. A més d'això hi ha diversos centres, per exemple l'Oficina de Nova York, a la seu de l'Organització de Nacions Unides (des del 1977) i el Centre Africà (des del 2001). Anteriorment havien també existit el Serva Centro a Gènova (1947-1960/1980), el Grafika Centro a Anvers i el Scienca Eldona Centro a Budapest.

## Secció juvenil
Tutmonda Esperantista Junulara Organizo (TEJO) és la secció juvenil de l'UEA. TEJO té estructura pròpia amb Comitè i Direcció, però depèn de l'organització «mare», l'UEA.
De manera semblant al Congrés Universal de l'UEA, TEJO organitza el Congrés Juvenil Internacional cada any en un lloc diferent. El Congrés és un esdeveniment d'una setmana de durada amb concerts, presentacions, excursions i entreteniment general que atreu joves de tot el món.

## Activitats
Universala Esperanto Asocio té com a objectius, segons l'Estatut del 1980, difondre l'ús de l'esperanto, treballar per la solució del problema lingüístic en les relacions internacionals, facilitar les relacions espirituals i materials de tota mena entre la gent i "fer créixer entre els seus membres un fort sentiment de solidaritat i desenvolupar la comprensió i l'estima per altres pobles". Les activitats constants de l'UEA són: 
- Cada any l'UEA organitza el Congrés Universal d'Esperanto, en el qual participen normalment entre 1.500 i 3.000 persones.
- UEA és editorial i té el servei més gran de venda de llibres per correu del món (amb més de 5.000 llibres, discs compactes i d'altres).
- La Biblioteca Hector Hodler és una de les biblioteques esperantistes més grans del món, juntament amb l'arxiu de l'UEA.
- UEA té també una xarxa delegada de representants de tot el món que informen sobre el lloc de residència o a través de la seva especialitat professional.
- UEA edita cada mes el seu òrgan oficial Esperanto i anualment l'anomenat Jarlibro (Anuari) sobre el moviment esperantista.
- UEA organitza cada any concursos en esperanto d'art i literatura sobre diverses especialitats artístiques.

## Relacions
L'UEA té relacions amb moltes associacions especialitzades. Algunes són adherides, de manera semblant a les associacions nacionals, i envien un membre de comitè al Comitè. La majoria té només un contracte "de col·laboració" amb l'UEA, entre ells totes les associacions "no neutrals", com ara les religioses.
A més d'amb l'ONU i la UNESCO, l'UEA té també relacions de consulta amb UNICEF i el Consell d'Europa i relacions col·laboratives generals amb l'Organització d'Estats Americans. L'UEA col·labora oficialment amb l'Organització Internacional per a l'Estandardització. L'associació treballa per la informació a la Unió Europea i altres organitzacions i conferències interestatals i internacionals. UEA és membre del Consell Lingúístic Europeu, fòrum comú d'universitats i associacions per fomentar el coneixement sobre llengües i cultures a la Unió Europea i fora d'ella.